# Syndrome de la queue de cheval
Le syndrome de la queue de cheval est une entité anatomique et clinique, traduisant une atteinte neurologique pluriradiculaire du périnée et des membres inférieurs sans atteinte médullaire. Ce syndrome n'existe que pour des lésions se développant au niveau des dernières racines rachidiennes des vertèbres lombaires L2 à L5 et les racines sacrées. Les lésions situées au-dessus, en regard de la vertèbre L1 se traduisent par un syndrome du cône terminal. Il s'agit d'une urgence médico-chirurgicale,.

## Description
La moelle épinière, qui vient du cerveau, est à l'origine de tous les nerfs du corps autres que les nerfs craniens. Elle descend dans la colonne vertébrale jusqu'à la deuxième vertèbre lombaire. À partir de là, les racines nerveuses se dirigent vers le sacrum en formant une sorte d'écheveau que l'on appelle la queue de cheval. On parle du syndrome de la queue de cheval quand il existe une souffrance dans cette zone. Elle est due, le plus souvent, à une hernie discale avec l'expulsion d'un gros fragment de disque entraînant une douleur lombaire bilatérale et des troubles génitaux et sphinctériens. Autre cause possible, un canal lombaire étroit où cette queue de cheval est coincée. Des cas ont aussi été rapportés lors de l'utilisation de lidocaïne hyperbare en rachianesthésie. Dans tous les cas, les dysfonctionnements touchant la zone génitale et les sphincters urinaire et anal sont très précoces, liés à une insensibilité, soit au passage de l'urine, soit au niveau de l'anus. Ces troubles sont souvent associés à des douleurs de la région lombaire et sacrée, ainsi qu'à des troubles de la marche. Il s'agit d'une véritable urgence, nécessitant une imagerie par résonance magnétique (IRM) rapide et le recours à un neurochirurgien. La libération de la hernie discale ou du canal lombaire permettra une régression des troubles, si cette intervention est pratiquée assez rapidement, dans les quarante-huit premières heures,.

## Clinique
- Troubles sensitifs : douleurs, paresthésies, anesthésie en selle[2].
- Troubles moteurs : topographie radiculaire ou pluriradiculaire, abolition des réflexes (réflexe achilléen)[2].
- Troubles génito-sphinctériens : dysurie (pseudo incontinence par regorgement), rétention urinaire, atonie ou hypotonie du sphincter anal (incontinence) et très souvent dysfonction érectile avec perte de l'éjaculation[3].

## Classification
Classiquement, on distingue quatre variétés de syndromes de la queue de cheval :
1. Une variété complète. Touche toutes les racines des vertèbres L2 à S5 ;
2. Une variété lombosacrée moyenne. Touche la racine L5 et les racines sacrées ;
3. Une variété sacrée pure.  Les quatre dernières racines sacrées sont atteintes ;
4. Une variété unilatérale également dénommée « hémi-syndrome de la queue de cheval ».

## Pronostic
Les données relatives au pronostic postopératoire en cas de syndrome de la queue de cheval sont très hétérogènes dans la littérature. Les données les plus récentes issues de séries de cas rétrospectives dressent néanmoins un tableau plutôt sombre. Six à 23 ans après une chirurgie, parmi un échantillon de 46 personnes interrogées, 38% décrivaient des problèmes pour uriner, 43% pour déféquer et 54% pour leur sexualité.